# Happy Home
«Happy Home» es un sencillo pirata de 2Pac lanzado por Trapp en 1998 para promocionar su álbum pirata Pac & Biggie You Never Heard. La canción alcanzó el puesto #17 en el Reino Unido. Un remix de la canción fue incluido en el álbum de 2Pac Until the End of Time en 2001. El remix indica que "fue escrito y dedicado a la hermana de Tupac, Sekyiwa Kai". 